# Birgitta Ulfsson
Birgitta Ulfsson (Helsinki, 1928. július 1. – Helsinki, 2017. október 8.) finn-svéd színésznő.

## Filmjei

### Mozifilmek
- Kolmiapila (1953)
- Rintamalotta (1956)
- Justus järjestää kaiken (1960)
- Kertokaa se hänelle... (1961)
- Vain neljä kertaa (1968)
- Pyhä perhe (1976)
- Picasso kalandjai (Picassos äventyr) (1978)
- Berget på månens baksida (1983)
- Angelas krig (1984)
- 1985 – Vad hände katten i råttans år? (1985, hang)
- Ormens väg på hälleberget (1986)
- Vasárnapi gyerekek (Söndagsbarn) (1992)
- Mannen utan ansikte (1995)

### Tv-filmek
- Trasiga änglar (1963)
- Niin on - jos siltä näyttää (1963)
- Lysistrate (1963)
- Joku teistä (1963)
- Italialainen olkihattu (1964)
- Miten haluatte (1964)
- Kaikki vorot eivät tule varkaisiin (1964)
- Mikumärdissä on kesä (1964)
- Viha simpukassa (1964)
- Osteri ja helmi (1965)
- Huone vuokrattavana (1965)
- Ruohojen harppu (1965)
- Teekutsut (1965)
- Tohvelisankarin rouva (1965)
- Ketunpesä (1965)
- Ruma Elsa (1965)
- Etienne (1966)
- Loistokaupunki (1966)
- Tri Knock eli lääketieteen riemuvoitto (1967)
- Aura ja tähdet (1967)
- Javisst, kära du (1967)
- Päivä lepokodissa (1967)
- Kosiomies (1968)
- Rouva Carrarin kiväärit (1968)
- Elävä ruumis (1969)
- Rakennetaan sauna (1973)
- Mun mummoni muni mammani (1973)
- Sotamies Jokisen vihkiloma (1981)
- Indiankojan (1983)
- Onnentyttö (1983)
- Mäster Olof (1983)
- Om man har känslor (1986)
- Viimeinen ilta (1994)
- Viimeiset mitalit (2000)

### Tv-sorozatok
- Matti ja Leena (1961, egy epizódban)
- Kaverukset (1963, egy epizódban)
- Meidän herramme muurahaisia (1964, két epizódban)
- Rikos ja rangaistus (1967)
- Mumintrollet (1969)
- Idan jengi (1993)
- Rederiet (2001, hang, egy epizódban)